# Ustyluh
Ustyluh (ukrajinsky Устилуг, polsky Uściług) je město ve Volyňské oblasti na severozápadní Ukrajině. Nachází se ve vzdálenosti zhruba osm kilometrů na západ od Volodymyru a jihovýchodně od soutoku Lugy a Západního Bugu, který zde tvoří hranici s Polskem.
Žije zde přibližně 2 100 obyvatel a město tak patří k nejmenším na Ukrajině.